# Pterisanthes hirtiflora
Pterisanthes hirtiflora är en vinväxtart som beskrevs av Henry Nicholas Ridley. Pterisanthes hirtiflora ingår i släktet Pterisanthes och familjen vinväxter. Inga underarter finns listade i Catalogue of Life.